# Kreis Eslohe
Kreis Eslohe war von 1819 bis 1831 der Name des späteren Kreises Meschede im Regierungsbezirk Arnsberg der preußischen Provinz Westfalen.

## Geschichte
1817 wurden im Regierungsbezirk Arnsberg die Kreise Altena, Arnsberg, Bilstein, Bochum, Brilon, Dortmund, Hagen, Hamm, Iserlohn, Lippstadt, Medebach, Siegen, Soest und Wittgenstein gegründet. Dabei wurden die topografischen Gegebenheiten im Hochsauerland nicht berücksichtigt, so dass bereits 1819 die Kreisgliederung des Regierungsbezirks neu gestaltet wurde.
Am 1. Januar 1819 kam es deshalb unter anderem zur Auflösung des Kreises Medebach und zur Neubildung des Kreises Eslohe. Der neue Kreis Eslohe setzte sich im Einzelnen zusammen aus
- den Pfarreien bzw. Kirchspielen Meschede, Calle, Cobbenrode, Eslohe, Eversberg, Oedingen, Reiste, Remblinghausen, Schliprüthen, Velmede und Wenholthausen aus dem Kreis Arnsberg
- der Pfarrei bzw. dem Kirchspiel Schönholthausen aus dem Kreis Bilstein, der gleichzeitig in Kreis Olpe umbenannt wurde, sowie
- den Kirchspielen des alten Amtes Fredeburg aus dem aufgelösten Kreis Medebach, darunter Schmallenberg und Bödefeld.[2]

Der Kreis Eslohe setzte sich damit aus dem Gebiet der alten Ämter Eslohe, Fredeburg und Meschede sowie des Kirchspiels Schönholthausen zusammen. Vor der Franzosenzeit hatten diese Gebiete zum Herzogtum Westfalen gehört. Der Sitz des neuen Kreises kam zunächst nach Eslohe, wurde aber bereits am 12. Dezember 1819 „vorläufig“ in die Stadt Meschede verlegt.
Am 1. Januar 1832 wurden die Ortschaften Hohenwibbecke, Lenscheid, Saal und Wildewiese aus dem Kreis Eslohe in den Kreis Arnsberg umgegliedert und dort der Bürgermeisterei Allendorf zugewiesen.
Am 25. September 1832 wurde von der Bezirksregierung in Arnsberg eine Kabinettsordre vom 2. September 1832 veröffentlicht, durch die die Stadt Meschede endgültig zum Kreissitz erklärt und der Name des Kreises in Kreis Meschede geändert wurde.

## Landrat
Landrat des Kreises von 1819 bis 1835 (ab 1832 Kreis Meschede) war Christian Adolf Wilhelm Pilgrim, vorher Landrat im Kreis Medebach.